# Bathycallionymus kaianus
Bathycallionymus kaianus es una especie de peces de la familia Callionymidae en el orden de los Perciformes.

## Morfología
• Los machos pueden llegar alcanzar los 16 cm de longitud total.

## Hábitat
Es un pez de mar y de clima templado y demersal que vive entre 183-194 m de profundidad.

## Distribución geográfica
Se encuentra en la China (incluyendo Hong Kong), la India, Indonesia, el Japón, Corea,  Taiwán, Tanzania, Tailandia y el Vietnam.

## Observaciones
Es inofensivo para los humanos